# Oswaldo Salguero
Oswaldo Salguero (Aucallama, Huaral, Perú; 5 de agosto de 1935 - 25 de junio de 2020) fue un futbolista peruano. Desempeñó como delantero. Primo del también futbolista Salvador Salguero.

## Trayectoria
Se formó en clubes de su ciudad natal como el Defensor Aucallama. Luego fue tentado por el Club Alianza Lima. pero no aceptó pues no le convenció la paga. Luego tuvo un paso por el Club Atlético Chalaco en 1960 y después en el Club Atlético Grau de Piura en 1961, aunque siempre prefirio a las selecciones de la ciudad de Huaral donde siempre residió.
Fue seleccionado nacional en los Juegos bolivarianos de 1961, en Barranquilla Colombia, donde la Selección de fútbol del Perú fue campeón.El estadio en Aucallama lleva su nombre en homenaje.Su apodo de guañil es por el pájaro negro que es veloz. El apodo se lo puso su tío.

## Clubes
| Club                  | País | Temporada |
| --------------------- | ---- | --------- |
| Defensor Aucallama    | Perú | 1955      |
| Club Atlético Chalaco | Perú | 1960      |
| Club Atlético Grau    | Perú | 1961      |
| Defensor Aucallama    | Perú | 1962      |

## Palmarés
| Título              | Club                         | País     | Año  |
| ------------------- | ---------------------------- | -------- | ---- |
| Juegos Bolivarianos | Selección de fútbol del Perú | Colombia | 1961 |